# Asclepíades (poeta)
Sota el nom d'Asclepíades (en grec Ἀσκληπιάδης) apareixen a l'Antologia grega fins a quaranta epigrames però segurament són de diversos autors, entre els quals es creu que hi ha Asclepíades de Samos i Asclepíades d'Adramitium i probablement la resta corresponen a diversos poetes del mateix nom.
Asclepíades de Samos, del que es diu que va ser mestre de Teòcrit de Siracusa, a més dels epigrames va escriure poesia bucòlica.
Asclepíades d'Adramitium, va viure en una època anterior als altres autors am el nom d'Asclepíades.